# Tabanus indrae
Tabanus indrae är en tvåvingeart som beskrevs av Hauser 1939. Tabanus indrae ingår i släktet Tabanus och familjen bromsar. Inga underarter finns listade i Catalogue of Life.